# Littoraria bengalensis
Littoraria bengalensis is een slakkensoort uit de familie van de Littorinidae. De wetenschappelijke naam van de soort is voor het eerst geldig gepubliceerd in 2001 door Reid.